# Мелешин (гмина)
Мелешин (пол. Mieleszyn) — сельская гмина (волость) в Польше, входит как административная единица в Гнезненский повет, Великопольское воеводство. Население — 3981 человек (на 2004 год).

## Соседние гмины
1. Гмина Одолянув
2. Гмина Яновец-Велькопольски
3. Гмина Клецко
4. Гмина Месциско
5. Гмина Рогово